# Alexander Kipnis
Alexander Kipnis (* 1. Februarjul. / 13. Februar 1891greg. in Schytomyr, Gouvernement Wolhynien, Russisches Kaiserreich; † 14. Mai 1978 in Westport, Connecticut, Vereinigte Staaten) war ein ukrainisch-amerikanischer Opernsänger (Bass).

## Leben
Alexander Kipnis wurde im  Schtetl von Schytomyr, der Hauptstadt des Gouvernements Wolhynien, im Russischen Kaiserreich (heutige Ukraine), geboren und wuchs in einer armen, siebenköpfigen jüdischen Familie auf. Nach dem frühen Tod seines Vaters, als er zwölf Jahre alt war, unterstützte er seine Familie durch diverse Arbeiten als Tischlergehilfe und durch Singen von Sopranpartien in benachbarten Synagogen sowie in Bessarabien (heute Republik Moldau) bis zu seinem Stimmbruch. Bevor er als 19-Jähriger das Warschauer Konservatorium besuchte, für das damals ein Mittelschulabschluss keine Voraussetzung bildete, war er Mitglied einer jiddischen Theatergruppe. Auf Empfehlung des Chorleiters fuhr er nach Berlin und studierte Gesang bei Ernst Grenzebach, der auch der Lehrer von Lauritz Melchior, Meta Seinemeyer und Max Lorenz war.
Nach Beginn des Ersten Weltkriegs wurde Kipnis als feindlicher Ausländer in Deutschland interniert und, als er vor sich hin sang, von einem Hauptmann gehört, dessen Bruder Intendant der Oper in Wiesbaden war. Nach seiner Entlassung sang er 1915–1918 in Wiesbaden, wo er als Eremit im Freischütz debütierte, 1922–1931 am Deutschen Opernhaus (Bezeichnung ab 1925: Städtische Oper Berlin), 1932–1935 an der Berliner Staatsoper. Seit 1924 gab er bereits weltweit an den größten Opern und bei den bedeutendsten Festivals Gastspiele, sowohl in seriösen (Sarastro, Boris Godunow, Golaud) als auch in Buffo-Partien (Leporello). 1924 bis 1932 sowie 1938 trat er in zahlreichen Rollen an der Oper von Chicago auf. Ab 1927 (unter anderem König Marke in Tristan und Isolde mit Gunnar Graarud als Tristan unter dem Dirigat von Karl Elmendorff) bis 1933 sang er regelmäßig in Bayreuth; nach der „Machtergreifung“ trat Kipnis noch bis 1935 in Berlin auf, dann gehörte er der Wiener Staatsoper an. 1937 sang er bei den Salzburger Festspielen unter Arturo Toscanini in Fidelio, der Zauberflöte und im Verdi-Requiem. Nach dem „Anschluss“ musste er Österreich verlassen. Kipnis, der bereits im März 1931 amerikanischer Staatsbürger geworden war, übersiedelte in die USA und gab im Januar 1940 als „Gurnemanz“ im Parsifal sein Debüt an der Metropolitan Opera. Hier trat er bis 1946 in 108 Vorstellungen auf.
Nach seinem Rücktritt als Sänger (1947) lehrte er in New York Gesang. Kipnis gilt auch als hervorragender Lied-Interpret, insbesondere von Werken der Spätromantik (Johannes Brahms, Hugo Wolf).
Im April 1925 heiratete er in Chicago Mildred Lévy (* 1904 Halifax, Kanada; † 1980 Westport, Connecticut), Tochter des Pianisten Heniot Levy. Der gemeinsame Sohn Igor Kipnis (* 1930 Berlin; † 2002 Redding, Connecticut) wurde ein angesehener Cembalist. Die Familie Kipnis ist auf dem Willowbrook Cemetery in Westport begraben.

## Beurteilung
Alexander Kipnis war ohne Zweifel ein Superstar unter den Bässen seiner Zeit. Seine mächtige doch fein nuancierende Stimme und seine Begabung für Fremdsprachen erlaubten ihm die Pflege eines riesigen Repertoires. „Kipnis besaß eine der schönsten und ausdrucksvollsten Baßstimmen, die auf Platten überhaupt zu hören sind. Ihr Umfang reichte vom tiefen D bis zum (baritonalen) Fis.“

## Gedenken

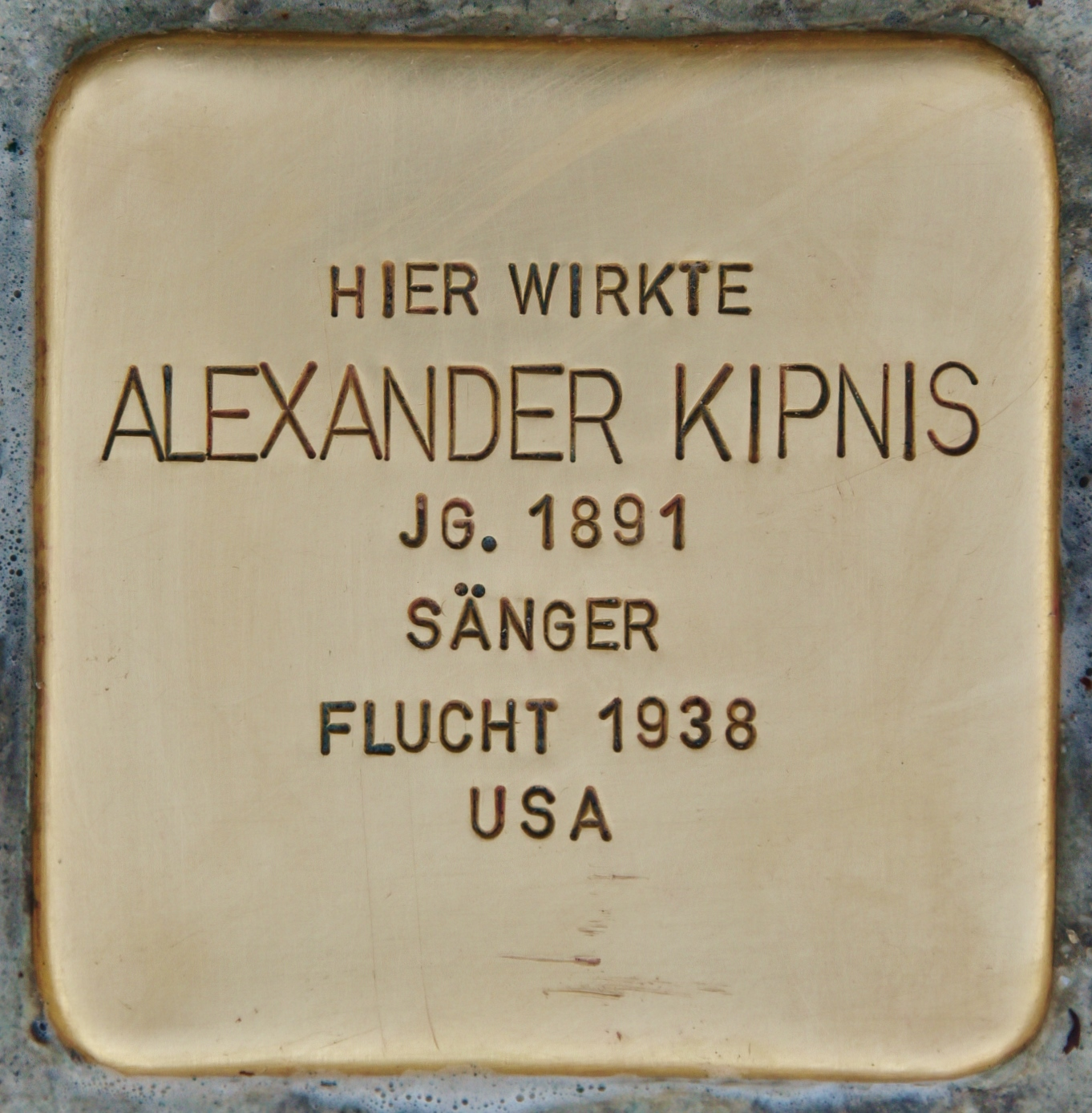
Stolperstein in Salzburg

Am 17. August 2020 wurde durch den Künstler Gunter Demnig vor dem Haus für Mozart in Salzburg ein Stolperstein für Alexander Kipnis verlegt.

## Hörbeispiele
Auf Kanälen wie Youtube finden sich zahlreiche Hörbeispiele.